# Povestirile lui Hoffmann
Povestirile lui Hoffmann (titlul original: în franceză Les Contes d'Hoffmann) este o operă în trei acte, prolog și epilog, compusă de Jacques Offenbach, al cărui libret a fost scris de Michel Carre și Jules Barbier , premiera având loc în Paris la 10 februarie 1881.

## Conținut
Operă fantastică „Povestirile lui Hoffmann”, compusă de J. Offenbach, pe libretul lui Jules Barbier și Michel Carré, după nuvelele fantastice ale scriitorului german E.T.A. Hoffmann. Premiera a avut loc la Opera Comică din Paris, în anul 1881. 
Offenbach a fost un mare admirator al acestui scriitor și a dorit să creeze un subiect care să reunească personaje din mai multe nuvele. Personajele sunt numeroase și extrem de diferite:
- patru tipologii feminine (păpușa mecanică Olimpia, curtezana Giulietta, gingașa Antonia, cântăreața Stella),
- patru intriganți malefici (Coppelius, Dapertutto, Doctor Miracle, Lindorf),
- trei servitori ciudați - de la comic la malefic - Piticchinaccio, Cochenille și Frantz.

Personajul titular Hoffmann este însoțit în călătoria sa imaginară de muza sa Niklausse. Aceasta îl sfătuiește, îl ocrotește, îl salvează de la momente de deznădejde, îl determină să continue permanent desăvârșirea creației. 
Opera „Povestirile lui Hoffmann” îmbină comicul cu tragicul și fantasticul. 

Partitura muzicală are momente vocale de mare virtuozitate („Aria Olimpiei”), duete devenite celebre („Barcarolla”), arii cu o melodicitate deosebită („Aria diamantului”), toate acestea reunite într-o atmosferă plină de mister și poezie. 

## Personaje
- Hoffmann, poet (tenor)
- Olympia, păpușa mecanică (soprană)
- Antonia, fata tânără (soprană)
- Giulietta, curtezana (soprană)
- Stella, cântăreață (soprană)
- Lindorf, consilier (bas-bariton)
- Coppelius, optician (bas-bariton)
- Miracle, doctor (bas-bariton)
- Dapertutto, căpitan (bas-bariton)
- Nicklaus (mezzo-soprană)
- La Muse (mezzo-soprană)
- Andreas, valetul lui Stella (tenor bouffo)
- Cochenille, valetul lui Spalanzani (tenor)
- Franz, valetul lui Crespel (tenor)
- Pittichinaccio, boufonul Giuliettei (tenor)
- Nathanael, student (tenor)
- Hermann, student (bariton)
- Wilhelm, student (tenor)
- Luther, cabaretist (bas)
- Spalanzani, inventator (tenor)
- Crespel, tatăl Antoniei (bas)
- vocea din mormânt, mama Antoniei (mezzosoprană)
- Schlemihl, amantul Giuliettei (bariton)
- Curtezane, studenți, oaspeți

## Film
- 1916 Povestirile lui Hoffmann, film mut, adaptare germană, în regia lui Richard Oswald
- 1951 Povestirile lui Hoffmann, film britanic adaptare scrisă, produsă, și regizată de Michael Powell și Emeric Pressburger
- 1970 Povestirile lui Hoffmann, film german adaptare în regia lui Walter Felsenstein și Georg F. Mielke